# Karolina Pieńkowska
Karolina Pieńkowska (ur. 17 sierpnia 1993) – polska judoczka.
Zawodniczka klubu AZS UW Warszawa (od 2006). Mistrzyni (2016) i wicemistrzyni Europy seniorek (2017) w turnieju drużynowym. Młodzieżowa mistrzyni Europy 2015. Srebrna medalistka wojskowych mistrzostw świata 2016. Dwukrotna medalistka zawodów Grand Prix (Zagrzeb 2016 - złota, Budapeszt 2016 - srebrna). Trzykrotna złota medalistka zawodów pucharu Europy (2014 w Bratysławie, 2015 w Sindelfingen, 2015 w Lund) oraz brązowa medalistka w 2013 w Bratysławie. Dwukrotna mistrzyni Polski (2014, 2015), wicemistrzyni Polski 2016 oraz trzykrotna brązowa medalistka mistrzostw Polski (2011, 2012, 2013). Startuje w kategorii do 52 kg.